# SAMPEX
SAMPEX（英: Solar Anomalous and Magnetospheric Particle Explorer）はアメリカ合衆国の人工衛星で、SMEX計画で最初に打上げられた観測衛星。1992年6月3日に極軌道に打ち上げられた。
重イオン広域比例計数望遠鏡（HILT）、低エネルギーイオン構成分析器（LICA）、質量分析望遠鏡（MAST）、および陽子/電子望遠鏡（PET）を装備していた。これらの装置は Li (Z=3) から Ni (Z=283)元素の同位体構成を10から数100MeV/nucleonのエネルギーで測定した。
SAMPEXの観測ミッションは2004年6月30日に終了し、2012年11月13日に大気圏に再突入した。